# Крегель, Кевин Ричард
Ке́вин Ри́чард Кре́гель (англ. Kevin Richard Kregel; род. 1956) — астронавт НАСА. Совершил четыре космических полёта на шаттлах: STS-70 (1995, «Дискавери»), STS-78 (1996, «Колумбия»),
STS-87 (1997, «Колумбия») и STS-99 (2000, «Индевор»), полковник
ВВС США.

## Личные данные и образование
Кевин Крегель родился 16 сентября 1956 года в городе Эмитивилл, штат Нью-Йорк, где в 1974 году окончил среднюю школу. Принимал активное участие в движении «Бойскауты Америки», достиг уровня «Жизнь-по-Скаутски». В 1978 году получил степень бакалавра в области астронавтики в Академии ВВС США, в городе Колорадо-Спрингс, штат Колорадо. В 1988 году получил степень магистра в области машиностроения в Колумбийском университете, в городе Нью-Йорк. В 1984 году получил степень магистра в области государственного управления в Тройском университете, штат
Алабама.
Женат на Джейн Ф. Каммер, она из Фармингдейла, штат Нью-Йорк, у них четверо детей. Его увлечения: футбол, софтбол, прогулки с семьёй на природе. Его родители, Альфред Х. Крегель и Фрэнсис Т. Крегель, умерли.

## До НАСА
После окончил Академии ВВС США в 1978 году, в августе 1979 года Крегель окончил Школу лётчиков на авиабазе «Уильямс», в штате Аризона. С 1980 по 1983 летал на самолёте F-111F на авиабазе «Лакенхэйт». В бытность офицером, в рамках обмена пилотами с ВМС США летал на самолётах A-6 Intruder на авиабазе на острове Уидби, около города Сиэтл. Во время службы на борту авианосца «Китти Хоук» совершил поход по западной части Тихого океана, Крегель совершил 66 посадок на палубу. Его следующее назначение — в Военно-морскую Школу лётчиков-испытателей, на авиабазе около города Патаксент, штат Мэриленд. По окончании института он был направлен на авиабазу «Эглин», штат Флорида, где он проводил испытания оружия и электронных систем самолётов F-111 и F-15. В 1990 году Крегель подал в отставку с действительной военной службы для того, чтобы перевестись в НАСА. Он имеет налёт более 5 000 часов на 30 различных типах самолётов.

## Подготовка к космическим полётам
31 марта 1992 года был зачислен в отряд НАСА в составе четырнадцатого набора, кандидатом в астронавты. Стал проходить обучение по курсу Общекосмической подготовки (ОКП). По окончании курса, в июле 1993 года получил квалификацию «пилот шаттла» и назначение в Офис астронавтов НАСА. В 1990 году пришёл на работу в НАСА в качестве лётчика-инструктора летающего тренажёра шаттла STA. Проводил работы по тестированию новой авионики на самолёте T-38 Talon.

## Полёты в космос
- Первый полёт — STS-70[3], шаттл «Дискавери». C 13 по 22 июля 1995 года в качестве пилота корабля. Экипаж выполнил различные эксперименты и вывел на орбиту шестой и последний спутник НАСА для слежения и ретрансляции данных. Продолжительность полёта составила 8 суток 22 часа 21 минуту[4].

- Второй полёт — STS-78[5], шаттл «Колумбия». C 20 июня по 7 июля 1996 года в качестве пилота корабля. В программу полёта входили эксперименты по космической биологии и медицине и по материаловедению в лабораторном модуле «Спейслэб»[6]. Астронавты благополучно приземлились на Авиабазе Эдвардс. Продолжительность полёта составила 16 суток 21 час 49 минут[7].

- Третий полёт — STS-87[8], шаттл «Колумбия». C 19 ноября по 5 декабря 1997 года в качестве командира корабля. Вывод на орбиту и возвращение на Землю научного спутника SPARTAN-201-4[9]. Научные эксперименты[10]. Продолжительность полёта составила 15 суток 16 часов 34 минуты[11].

- Четвёртый полёт — STS-99[12], шаттл «Индевор». C 11 по 22 февраля 2000 года в качестве командира корабля. Главной задачей полёта STS-99 являлось выполнение программы Радиолокационная топографическая миссия шаттла или SRTM (англ. Shuttle Radar Topography Mission) — радарной топографической съёмки поверхности Земли. Именно поэтому созаказчиками полёта являются Управление наук о Земле (НАСА) и Национальное картографическое агентство Министерства обороны США. Полученная благодаря съёмке информация предназначена для использования в научных и гражданских приложениях (однако в первую очередь в интересах военных)[13]. Помимо НАСА и МО США, в проекте принимали участие Германский аэрокосмический центр (DLR) и Итальянское космическое агентство (ASI). Продолжительность полёта составила 15 суток 16 часов 34 минуты[14].

Общая продолжительность полётов в космос — 52 дня 18 часов 21 минута.

## После полётов
В 2003 году ушёл из НАСА в отставку. В настоящее время он работает в качестве пилота в авиакомпании Southwest Airlines.

## Награды и премии
- Орден «За мужество» III степени (Украина, 19 июня 1998 года) — за значительный личный вклад в развитие космонавтики, укрепление международного сотрудничества в области космических исследований[15]

Награждён: Медаль «За космический полёт» (1995, 1996, 1997 и 2000), Медаль «За похвальную службу» (США), Медаль похвальной службы (США), Медаль «За исключительные заслуги» и многие другие.